# Piscu
Piscu is een Roemeense gemeente in het district Galați.
Piscu telt 4983 inwoners.